# Processo espontâneo
Em termodinâmica, um processo espontâneo é um processo que ocorre sem qualquer entrada externa ao sistema. Uma definição mais técnica é a evolução no tempo de um sistema no qual ele libera energia livre e se move para um estado de energia mais baixo e termodinamicamente estável (mais próximo do equilíbrio termodinâmico). A convenção de sinais para mudança de energia livre segue a convenção geral para medições termodinâmicas, em que uma liberação de energia livre do sistema corresponde a uma mudança negativa na energia livre do sistema e uma mudança positiva na energia livre do entorno.
Dependendo da natureza do processo, a energia livre é determinada de forma diferente. Por exemplo, a mudança de energia livre de Gibbs é usada ao considerar processos que ocorrem sob condições de pressão e temperatura constantes, enquanto a mudança de energia livre de Helmholtz é usada ao considerar processos que ocorrem sob condições de volume e temperatura constantes. O valor e até mesmo o sinal de ambas as mudanças de energia livre podem depender da temperatura e da pressão ou do volume.
Como os processos espontâneos são caracterizados por uma diminuição na energia livre do sistema, eles não precisam ser acionados por uma fonte externa de energia. Para os casos que envolvem um sistema isolado, onde nenhuma energia é trocada com o ambiente, os processos espontâneos são caracterizados por um aumento na entropia. Uma reação espontânea é uma reação química que é um processo espontâneo nas condições de interesse.

## Visão geral
Em geral, a espontaneidade de um processo apenas determina se um processo pode ou não ocorrer e não indica se o processo ocorrerá ou não. Em outras palavras, a espontaneidade é uma condição necessária, mas não suficiente, para que um processo realmente ocorra. Além disso, a espontaneidade não implica na velocidade em que o espontâneo pode ocorrer.
Como exemplo, a conversão de um diamante em grafite é um processo espontâneo à temperatura e pressão ambiente. Apesar de espontâneo, esse processo não ocorre, pois a energia para romper as fortes ligações carbono-carbono é maior do que a liberada em energia livre.